# Генетична зброя

Міжнародний символ біологічної небезпеки

Генети́чна збро́я або Біогенетична зброя — гіпотетична зброя масового ураження, в основу дії якої покладене спрямоване ураження або заподіяння шкоди населенню за його етнічною, статевою чи іншою генетично обумовленою ознакою. Є різновидом біологічної зброї, заборонене згідно з Женевським протоколом 1925 року.
Розробка, виробництво та накопичення запасів даного виду озброєнь заборонено Конвенцією про біологічну зброю 1972 року.
Загальновідомо, що людство складається з декількох різних рас (число яких залежить від обраної класифікації), люди всередині яких мають спільність генів. У людському ДНК закладені гени, які відповідають за розріз очей, колір волосся, опірність і сприйнятливість до тієї чи іншої хвороби. Саме тому генетичну зброю у разі свого створення буде направлено на ураження, у першу чергу, певної групи людей-носіїв генетичної інформації, не зачіпаючи інші раси, що, по суті, буде не чим іншим, як справжнім геноцидом.